# Senaide
Senaide – miejscowość i gmina we Francji, w regionie Grand Est, w departamencie Wogezy.
Według danych na rok 1990 gminę zamieszkiwało 208 osób, a gęstość zaludnienia wynosiła 17 osób/km² (wśród 2335 gmin Lotaryngii Senaide plasuje się na 837. miejscu pod względem liczby ludności, natomiast pod względem powierzchni na miejscu 466.).